# بیب دیدریکسون زاهاریاس
بیب دیدریکسون زاهاریاس (انگلیسی: Babe Didrikson Zaharias؛ ۲۶ ژوئن ۱۹۱۱ – ۲۷ سپتامبر ۱۹۵۶) یک بازیکن بسکتبال، گلف‌باز و ورزشکار دو و میدانی اهل ایالات متحده آمریکا بود. از افتخارات وی می‌توان به کسب مدال طلا ۸۰ متر با مانع و پرتاب نیزه و همچنین مدال نقره پرش ارتفاع در بازی‌های المپیک تابستانی ۱۹۳۲ اشاره کرد.